# Klaus Bachler
Klaus Bachler (Unzmarkt-Frauenburg, 27 juli 1991) is een Oostenrijks autocoureur.

## Carrière
Bachler begon zijn autosportcarrière in het karting op negenjarige leeftijd. In 2006 stapte hij over naar het formuleracing en werd hij veertiende in de Formule Lista Junior. In 2007 bleef hij actief in deze klasse bij het team Neuhauser Racing, waarin hij met vijf zeges uit twaalf races de titel won.
In 2008 debuteerde Bachler in de nieuwe ADAC Formel Masters bij Neuhauser. Hij behaalde twee overwinningen op het TT Circuit Assen en de Hockenheimring Baden-Württemberg en stond daarnaast nog vier keer op het podium. Met 141 punten werd hij achter Armando Parente en Nico Monien derde in het klassement. In 2009 bleef hij actief in de klasse, maar stapte hij over naar het team URD Rennsport. Dit jaar behaalde hij drie zeges op de Motorsport Arena Oschersleben, de Hockenheimring en de Lausitzring en stond hij in zeven andere races op het podium. Met 188 punten werd hij achter Daniel Abt tweede in de eindstand.
In 2010 zou Bachler debuteren in het Duitse Formule 3-kampioenschap bij URD. Bij een test op de Hockenheimring kort voor de start van het seizoen begaven zijn remmen het en maakte hij een zwaar ongeluk mee, waarbij hij een enkel en drie ruggenwervels brak. Na een lange revalidatie keerde hij terug in de seizoensfinale op Oschersleben, waarin hij tweemaal vijfde werd. In 2011 nam hij deel aan het volledige seizoen bij URD. Hij won twee races op de Sachsenring en Assen en stond in vijf andere races op het podium. Met 79 punten werd hij achter Richie Stanaway en Marco Sørensen derde in het eindklassement.
In 2012 stapte Bachler over naar de GT-racerij en kwam hij uit in de Duitse Porsche Carrera Cup, waarin hij voor Tolimit Motorsport reed. Hij behaalde een podiumplaats op de Red Bull Ring en werd met 122 punten achtste in het kampioenschap. Tevens reed hij als gastcoureur in twee races van de Porsche Supercup op de Hockenheimring en op het Circuit de Spa-Francorchamps, waarin hij respectievelijk twaalfde en tiende werd.
In 2013 reed Bachler in een volledig seizoen van de Porsche Supercup voor het team Förch Racing by Lukas MS. Hij behaalde een overwinning op Spa, maar stond in de rest van het seizoen niet op het podium. Met 73 punten werd hij zevende in het kampioenschap. Tevens reed hij voor Proton Competition in drie races van de GTE-klasse van de European Le Mans Series (ELMS), waarin hij op de Hungaroring samen met Christian Ried en Nick Tandy wist te winnen.

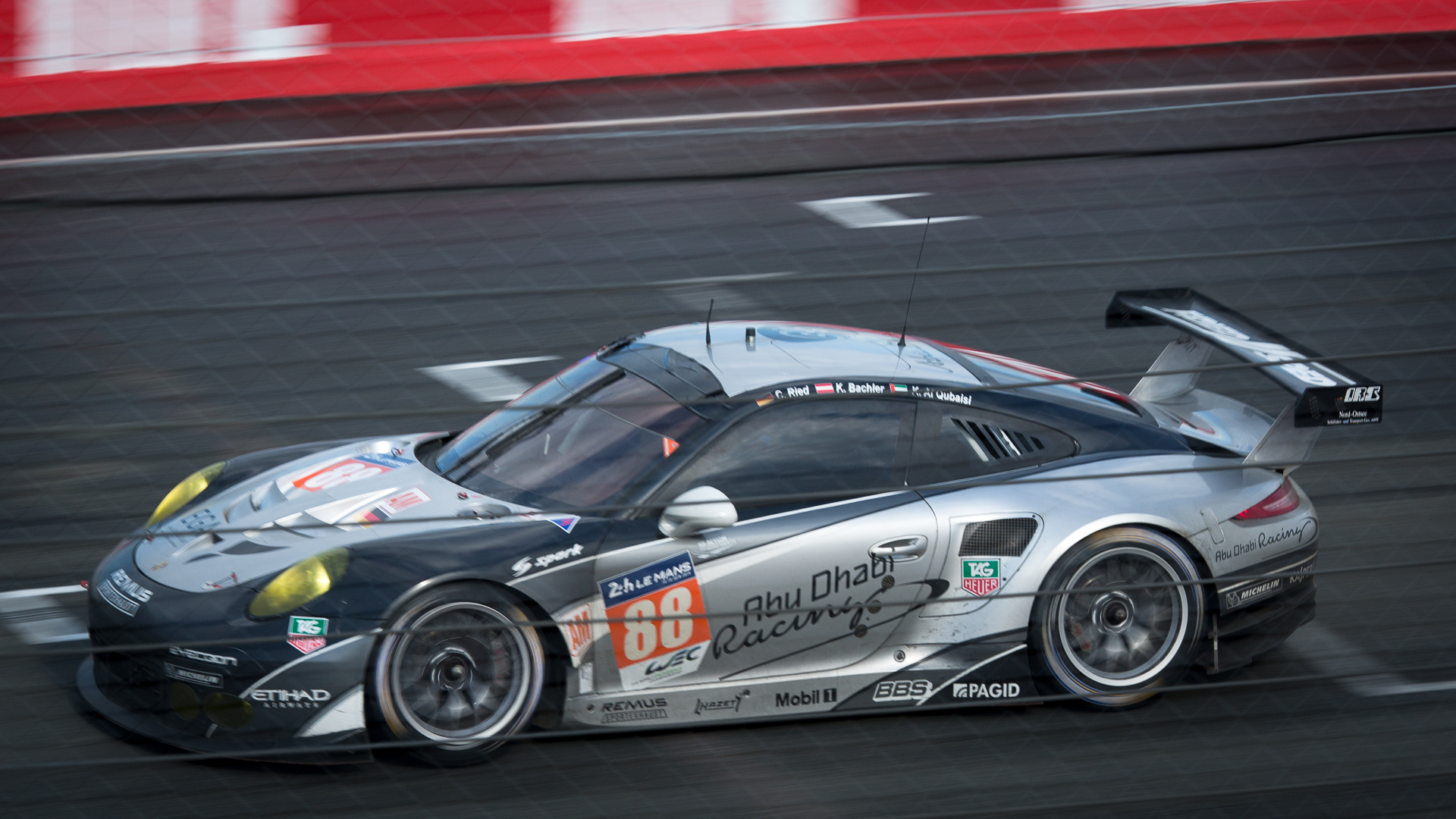
Klaus Bachler tijdens de 24 uur van Le Mans in 2014.

In 2014 bleef Bachler actief in de Porsche Supercup, waarin hij overstapte naar Konrad Motorsport. Hij behaalde drie podiumplaatsen op Spa-Francorchamps, het Autodromo Nazionale Monza en het Circuit of the Americas. Met 112 punten werd hij achter Earl Bamber, Kuba Giermaziak en Michael Ammermüller vierde in de eindstand. Tevens debuteerde hij dat jaar in de LMGTE Am-klasse van het FIA World Endurance Championship (WEC), waarin hij voor Proton de auto met Ried en Khaled Al Qubaisi deelde. Hij behaalde podiumplaatsen in de 24 uur van Le Mans en de 6 uur van het Circuit of the Americas. Tijdens de 6 uur van Shanghai werd hij vervangen door Wolf Henzler omdat hij op dat moment in de Supercup actief was. Uiteindelijk werd hij met 111 punten vijfde in de eindstand.
In 2015 reed Bachler in de ADAC GT Masters voor GW IT Racing Team Schütz Motorsport. Hij wist direct de seizoensopener op Oschersleben te winnen. In de rest van het seizoen stond hij nog vier keer op het podium. Met 150 punten werd hij vierde in de eindstand. Daarnaast reed hij voor Abu Dhabi-Proton Racing in vijf van de acht WEC-races als teamgenoot van Ried en Al Qubaisi. Hij behaalde een podiumfinish in de seizoensfinale, de 6 uur van Bahrein, en werd zo met 46 punten elfde in het kampioenschap.

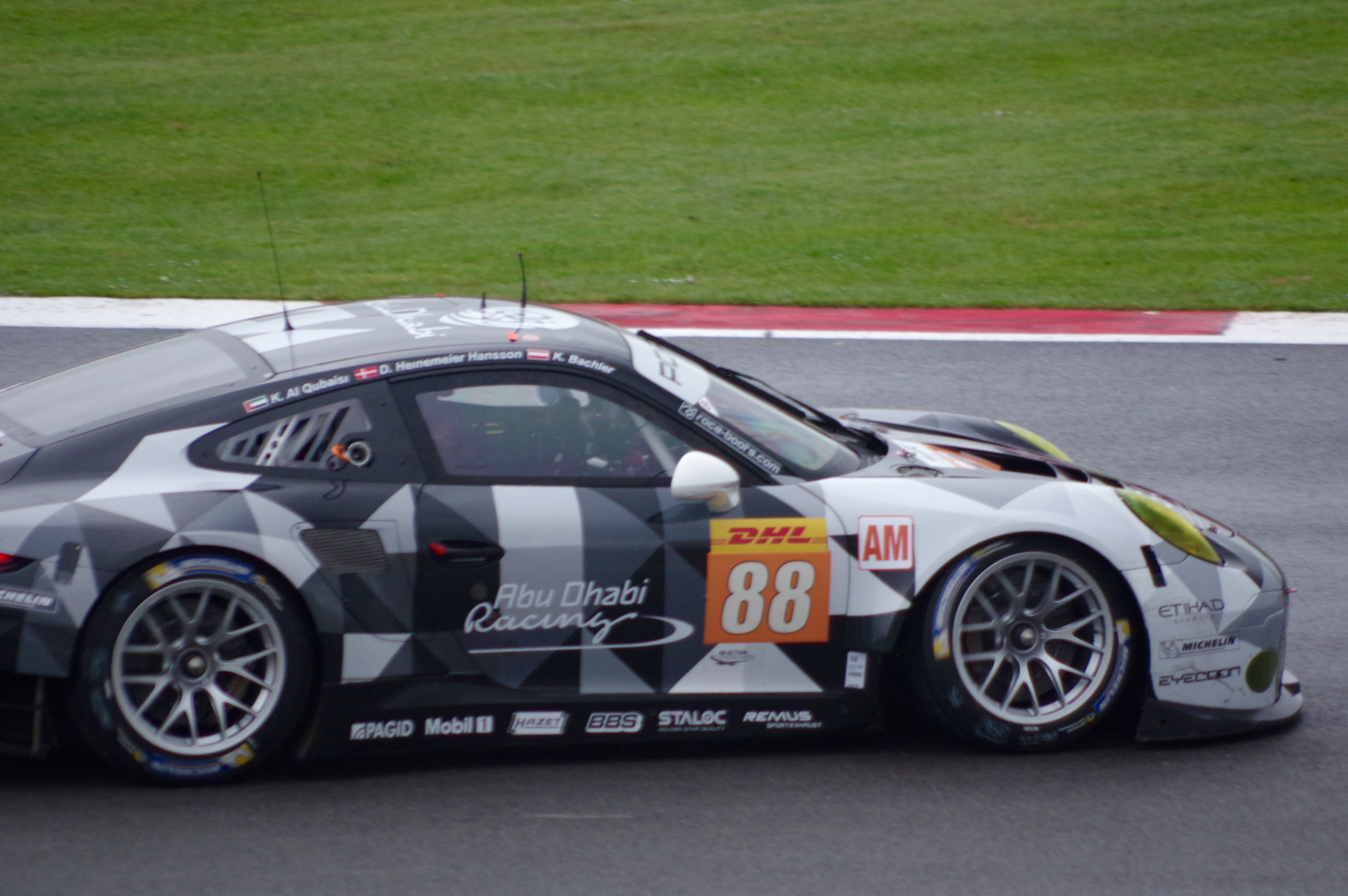
Klaus Bachler tijdens de 6 uur van Silverstone in 2016.

In 2016 kwam Bachler uit in de Le Mans Cup voor het team Mentos Racing als teamgenoot van Egidio Perfetti. Hij behaalde vier podiumplaatsen op het Circuit de la Sarthe, de Red Bull Ring, Spa-Francorchamps en het Autódromo do Estoril. Met 68 punten werd hij vierde in het klassement. Tevens reed hij drie races in de Porsche Supercup als gastcoureur voor het team Race:pro Motorsport, waarin hij op het Circuit de Monaco op het podium eindigde. In het WEC reed hij in de seizoensopener, de 6 uur van Silverstone, voor Abu Dhabi-Proton Racing als teamgenoot van Al Qubaisi en David Heinemeier Hansson, waarin hij vijfde werd. Tevens kwam hij uit in twee weekenden van de ADAC GT Masters en een race van de ELMS.
In 2017 reed Bachler zijn tweede volledige seizoen in de ADAC GT Masters voor het team Schütz Motorsport, waar hij de auto met Alex MacDowall deelde. Hij behaalde een podiumplaats in de seizoensopener op Oschersleben en eindigde met 28 punten op plaats 22 in het kampioenschap. Hij reed ook in twee races van de GT Series Sprint Cup op de Hungaroring. In de 24 uur van Le Mans reed hij samen met Al Qubaisi en Stéphane Lémeret voor Proton, maar de inschrijving reed slechts achttien ronden voordat deze een ongeluk meemaakte en de strijd moest staken.
In 2018 stapte Bachler binnen de ADAC GT Masters over naar het KÜS Team75 Bernhard, waar hij de auto met Adrien De Leener deelde. Hij behaalde een podiumplaats op het Circuit Zandvoort en eindigde met 23 punten op plaats 23 in het klassement. Ook reed hij in vijf van de zeven races van de LMP3-klasse van de V de V Endurance Series, waarin hij een zege op het Circuit de Nevers Magny-Cours behaalde.
In 2019 reed Bachler een dubbel programma in de ADAC GT Masters en de Blancpain GT Series Endurance Cup. In de GT Masters bleef hij voor KÜS rijden en deelde hij de auto met teambaas Timo Bernhard. Hij won een race op de Nürburgring en behaalde daarnaast nog twee podiumplaatsen op de Red Bull Ring en Zandvoort. Met 103 punten werd hij negende in de eindstand. In de Endurance Cup reed hij vier van de vijf races voor Dinamic Motorsport en deelde hij de auto met Zaid Ashkanani en Andrea Rizzoli. Hij won de seizoensopener op Monza en werd met 31 punten achtste in het kampioenschap.
In 2020 deelde Bachler de auto in de ADAC GT Masters bij KÜS met Simona De Silvestro, alhoewel hij in het weekend op de Lausitzring ook een weekend voor Precote Herberth Motorsport reed. In dat weekend behaalde hij, samen met Robert Renauer, zijn enige twee podiumplaatsen van het seizoen. Met 77 punten werd hij elfde in de eindstand. Verder reed hij dat jaar in twee races van de GT World Challenge Europe Endurance Cup, de opvolger van de Blancpain GT Series, voor Rowe Racing en deelde hier de auto met Julien Andlauer en Dirk Werner.

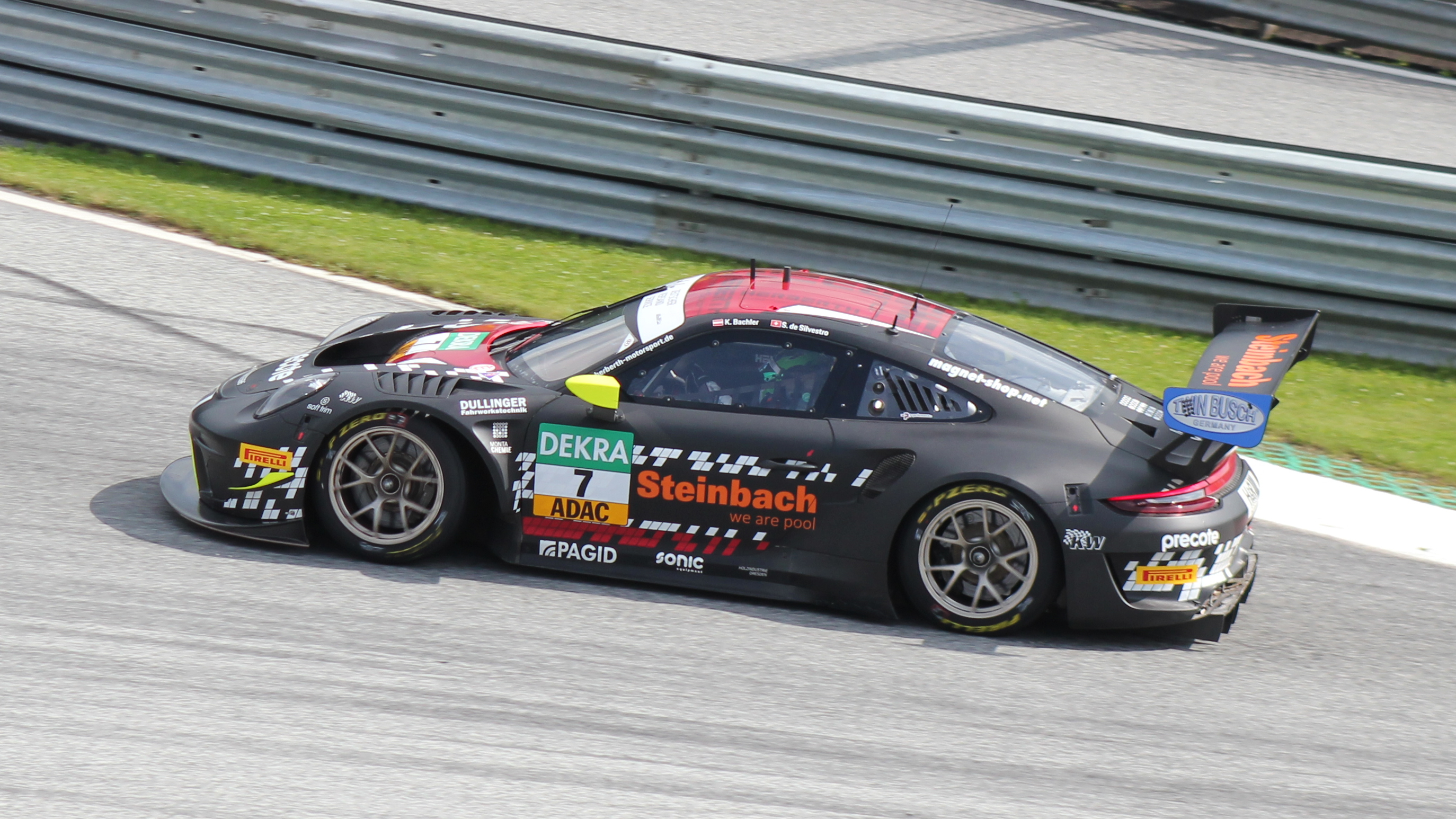
Klaus Bachler op de Red Bull Ring in 2021.

In 2021 reed Bachler een volledig seizoen voor Precote Herberth Motorsport in de ADAC GT Masters, waar hij de auto opnieuw met De Silvestro deelde. Een zesde plaats op Oschersleben was zijn beste resultaat, waardoor hij met 34 punten op plaats 23 in het klassement eindigde. In de GT World Challenge Europe Endurance Cup keerde hij terug naar Dinamic Motorsport, waar hij de auto met Matteo Cairoli en Christian Engelhart deelde. Hij behaalde een overwinning op Monza en nog een podiumplaats op het Circuit de Barcelona-Catalunya, waardoor hij met 53 punten zesde in de eindstand werd. Ook reed hij voor Allied-Racing in drie van de vijf weekenden van de Sprint Cup als teamgenoot van Julien Apothéloz, maar kwam hierin niet verder dan een elfde plaats op het Circuit Ricardo Tormo Valencia.
In 2022 kwam Bachler uit in zowel de Endurance Cup als de Sprint Cup van de GT World Challenge Europe voor Dinamic Motorsport. In de Endurance Cup was hij de enige vaste coureur in zijn auto. Aan het eind van het seizoen stond hij op de Hockenheimring op het podium, voordat hij samen met Cairoli en Alessio Picariello de seizoensfinale in Barcelona wist te winnen. Met 68 punten werd hij vierde in het kampioenschap. In de Sprint Cup deelde hij de auto met Giorgio Roda en kende hij een moeilijk seizoen met een elfde plaats op Zandvoort als zijn beste resultaat.

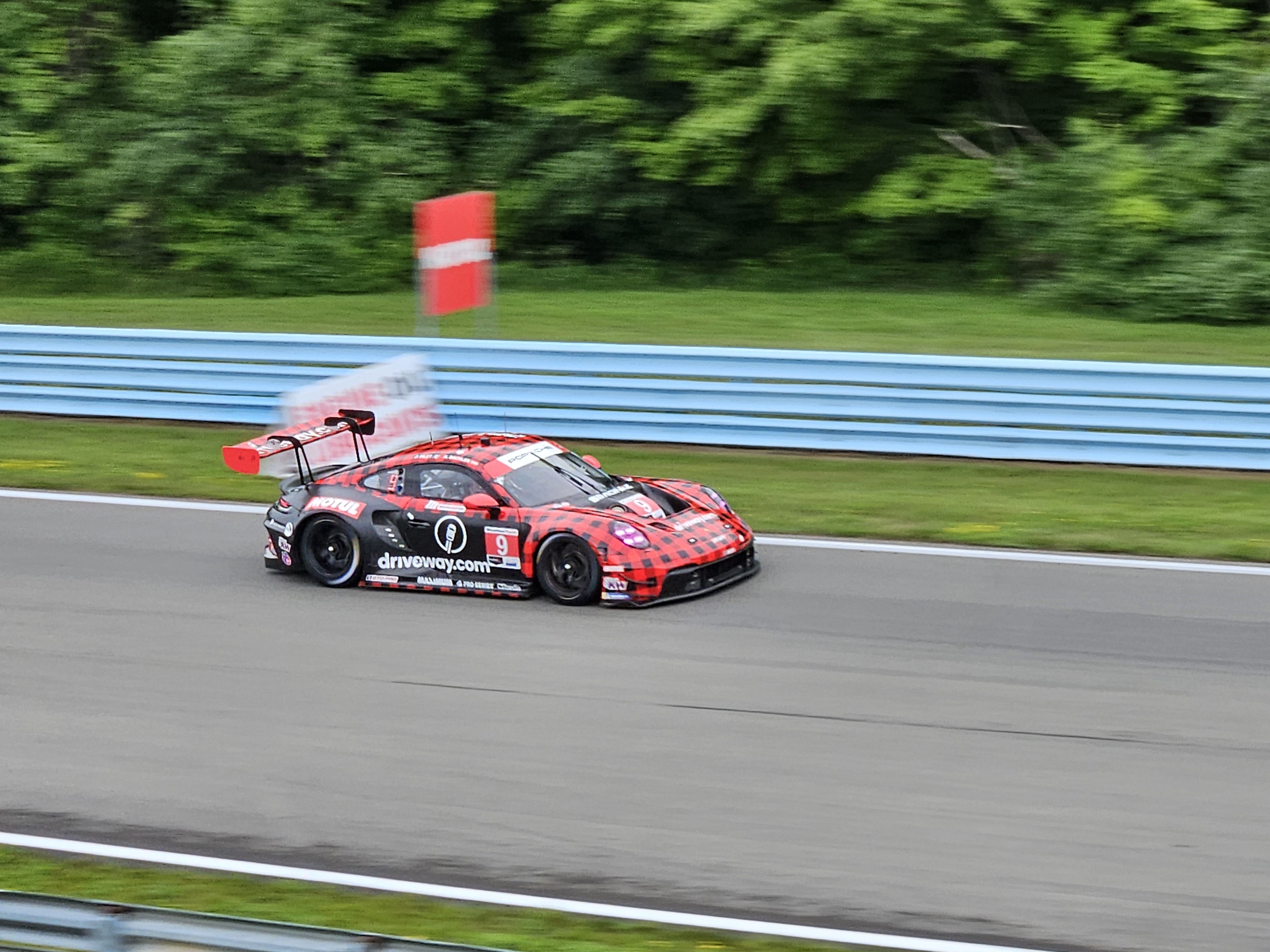
Klaus Bachler op Watkins Glen International in 2023.

In 2023 reed Bachler een volledig seizoen in de GTD Pro-klasse van het IMSA SportsCar Championship voor Pfaff Motorsports als teamgenoot van Patrick Pilet, nadat hij in voorgaande jaren al regelmatig deelnam aan de 24 uur van Daytona. Hij behaalde de zege in de 12 uur van Sebring en stond in zes andere races op het podium. Met 3578 punten werd hij vierde in het kampioenschap. In de Bronze Cup-klasse van de GT World Challenge Europe Endurance Cup reed hij voor Pure Rxcing als teamgenoot van Aleksandr Malychin en Joel Sturm. Hij won de seizoensopener op Monza en stond ook in de 24 uur van Spa-Francorchamps op het podium. Met 69 punten werd hij vijfde in de eindstand. Ook reed hij met Malychin in het weekend op de Hockenheimring van de Sprint Cup, waarin hij twee keer op het podium stond.
In 2024 begon Bachler het seizoen in de Asian Le Mans Series, bij Pure Rxcing, waarin hij samen met Malychin en Sturm races op het Sepang International Circuit en het Dubai Autodrome won en werd gekroond tot kampioen in de GT-klasse. Vervolgens keerde hij terug in het WEC, waarin hij in de nieuwe LMGT3-klasse uitkwam. In de seizoensopener, de 1812 kilometer van Qatar, behaalde hij zijn eerste zege in het kampioenschap.